# Walking on Thin Ice
Walking on Thin Ice è un singolo della cantante Yōko Ono, pubblicato nel 1981. Il singolo è stato registrato con John Lennon nel dicembre 1980 appena prima della sua morte. Lei e Lennon conclusero la registrazione della canzone l'8 dicembre 1980. Fu al loro ritorno dallo studio di registrazione al The Dakota (la loro casa a New York) che Lennon fu assassinato da Mark David Chapman. Lennon stava stringendo in mano una cassetta del mix finale della canzone prima che fosse masterizzata quando gli spararono alle spalle.
La canzone è stata ripubblicata in versione remix nel 2003.

## Descrizione
La parte di chitarra solista di Lennon sul brano, che registrò il 4 dicembre 1980, fu il suo ultimo atto creativo. Secondo il produttore Jack Douglas, Lennon impiegò la sua celebre Rickenbacker 325 Capri del 1958 risalente ai Beatles per registrare tutte le parti.
Il testo del brano parla dell'imprevedibilità della vita e della morte, giungendo alla conclusione: «When our hearts return to ashes, it will be just a story...» ("Quando i nostri cuori torneranno cenere, sarà solo un'altra storia..."). Nella versione inclusa nel cofanetto Onobox del 1992, fu aggiunta una nuova introduzione, nella quale si sente John Lennon che dice: «I think you just cut your first number one, Yoko» ("Penso tu abbia appena inciso il tuo primo numero 1, Yoko").
La B-side del singolo, It Happened, è una traccia più lenta e dolce che era stata originariamente registrata per l'album A Story e aveva già visto un'uscita limitata in Giappone come lato B di Yume O Moto, ma fu remixata per l'occasione. Come per il lato A, il testo possiede un connotato retrospettivamente inquietante dato l'omicidio di Lennon: «It happened at a time of my life/When I least expected... And I know there's no return, no way» ("È successo in un momento della mia vita/Quando meno me lo aspettavo... E so che non c'è ritorno, in nessun modo"). Nelle note scritte sul retro della copertina del singolo, Ono racconta di come Lennon abbia scelto questo brano dai suoi vecchi nastri e lo abbia contrassegnato come un successo. Lei disse "per niente" e lui rispose "ne farò un successo". Fu ucciso dopo sole poche ore.

## Pubblicazione ed accoglienza
Alla fine del gennaio 1981, Walking on Thin Ice fu pubblicata come singolo e divenne il primo successo da classifica di Yoko Ono, raggiungendo la posizione numero 58 negli Stati Uniti. Nel Regno Unito uscì nel febbraio 1981 e raggiunse la posizione numero 35. Le recensioni furono favorevoli: NME classificò Walking on Thin Ice alla posizione numero 10 nella lista delle migliori canzoni del 1981.
Il critico musicale di Ultimate Classic Rock Michael Gallucci la definì la migliore canzone di Ono in retrospettiva, scrivendo "è una grande canzone New Wave d'epoca e un testamento della crescente influenza di Ono sugli altri artisti che arrivarono in seguito." Record World scrisse: "I testi esistenziali di Yoko sono trasmessi su un ritmo trascinante - guidato dal basso coraggioso di Tony Levin - che sprigiona la fusione della chitarra di Lennon."
Nel 2003, cavalcando il successo di altri remix di brani della Ono come Open Your Box e Kiss Kiss Kiss, Walking on Thin Ice fu ripubblicata in formato maxi-single con remix ad opera di artisti dance come Pet Shop Boys, Danny Tenaglia e Felix Da Housecat. Il singolo trascorse molte settimane nella classifica dance statunitense prima di raggiungere la prima posizione, battendo sia Madonna sia Justin Timberlake. In Gran Bretagna, raggiunse la posizione numero 35 in classifica, esattamente la stessa posizione raggiunta dall'originale nel 1981.

## Tracce
- 7" Singolo

1. A. Walking On Thin Ice (EDIT) - 3:23
2. B. Walking On Thin Ice (Long Version) - 5:58

## Formazione
- Yoko Ono - voce
- John Lennon - chitarra, tastiera
- Jack Douglas - percussioni
- Earl Slick - chitarra
- Hugh McCracken - chitarra
- Tony Levin - basso
- Andy Newmark - batteria
- Arthur Jenkins - percussioni

## Cover
- Elvis Costello & The Attractions (ft. TKO Horns) incisero una versione della canzone nell'album Every Man Has a Woman (1984).
- We've Got a Fuzzbox and We're Gonna Use It (alias Fuzzbox) pubblicarono la loro versione su singolo nel 1989, raggiungendo la posizione numero 76 nel Regno Unito.[6]
- The Picketts ne registrarono una versione,[7] (1985) come anche Tila Tequila nel suo EP Welcome to the Dark Side (2010).
- Siouxsie Sioux la eseguì dal vivo con il chitarrista originale Earl Slick e il suonatore di tabla Talvin Singh, al Meltdown Festival della Ono a Londra nel 2013.[8]